# David Low
George David Low (Cleveland, 19 de fevereiro de 1956 – Reston, 15 de março de 2008) foi um astronauta norte-americano.
Formado em engenharia mecânica pela Universidade de Cornell com mestrado em Ciências em aeronáutica e astronáutica pela Universidade de Stanford, era filho de George Low, diretor de departamento dos programas Apollo e Gemini e o primeiro a sugerir ao presidente John F. Kennedy, em 1960, que os americanos poderiam colocar um homem na Lua em uma década. Trabalhou na seção de engenharia de naves espaciais no Jet Propulsion Laboratory em Pasadena entre 1980 e 1984, quando foi selecionado para o curso de astronautas da NASA, qualificando-se no ano seguinte, conseguindo assim o objetivo que tinha desde os nove anos de idade.
Veterano de três missões espaciais, seu primeiro voo foi em 9 de janeiro de 1990 integrando a tripulação da STS-32 Columbia, que colocou satélites em órbita. Nesta viagem, carregou consigo um par de meias de 159 anos pertencentes a Ezra Cornell, fundador da universidade que leva seu nome e alma mater de Low. O segundo foi como engenheiro de voo da STS-43 Atlantis, em 2 de agosto de 1991, missão de oito dias em órbita. Seu último voo foi em 21 de junho de 1993, na STS-57 Endeavour, primeira missão do laboratório espacial Spacehab, em que  realizou uma caminhada espacial de cinco horas e meia para reposicionamento de antenas do satélite EURECA e a avaliação de novas técnicas e ferramentas previstas para futuras missões espaciais, completando um total de 29 dias no espaço em três missões.
Low morreu de câncer de cólon aos 52 anos em Reston, na Virgínia.